# 007 노 타임 투 다이
《007 노 타임 투 다이》(영어: No Time to Die)는 2021년 공개된 영국와 미국의 합작 첩보 액션 스릴러 영화이다. 《007 시리즈》 작품이다. 캐리 후쿠나가가 감독과 공동각본을 맡았다. 코로나19 범유행으로 인해 2020년 4월 개봉에서 1년 뒤인 2021년 10월로 개봉이 연기되었다.

## 줄거리
어린 마들렌 스완은 사핀이 스완의 아버지인 미스터 화이트에 의해 가족이 살해당하자 복수심으로 스완의 어머니를 살해하는 것을 목격한다. 스완은 사핀에게 총을 쏘고 도망치다가 얼어붙은 호수에 빠진다. 사핀은 그녀를 살려준다.
블로펠트가 체포된 지 약 1년 후, 스완은 마테라로 제임스 본드와 함께 여행하며 본드가 전 애인 베스퍼 린드의 무덤을 방문하여 그녀를 극복하는 데 도움을 주도록 설득한다. 본드가 무덤을 방문하는 동안 무덤은 폭발하고, 본드는 SPECTRE 요원들에게 공격을 받는데, 이들은 생체 공학 눈을 가진 용병 프리모가 이끈다. 본드와 함께 도망치던 스완은 블로펠트로부터 축하 전화를 받는다. 본드는 스완이 자신을 배신했다고 비난하고 다시는 만나지 않을 것이라고 말하며 그녀를 보낸다.
5년 후, 스펙터 요원들은 MI6 연구소에 침투하여 사핀을 위해 비밀리에 일하는 과학자 발도 오브루체프를 납치하고 M의 감독 하에 개발된 프로그래밍 가능한 DNA 표적 나노봇 생물무기인 헤라클레스 프로젝트를 훔친다. 자메이카에서 조용한 삶을 살고 있던 본드는 CIA 동료 펠릭스 라이터와 국무부 요원 로건 애쉬로부터 쿠바에서 열리는 스펙터 파티에서 오브루체프를 빼내달라는 요청을 받는다. 본드는 007 요원으로서 자신의 후임자인 노미가 오브루체프를 빼내는 것을 방해하지 말라고 경고하고, 헤라클레스에 대해 설명하기를 거부하는 M과 연락을 취해달라고 요청하자 요청을 수락한다.
본드는 라이터의 쿠바 요원 팔로마와 함께 스펙터 파티에 침투한다. 벨마쉬 교도소에서 프리모의 생체 공학 눈을 통해 파티를 감독하던 블로펠트는 본드를 죽이기 위해 나노봇 안개를 전개하지만, 오브루체프는 사핀의 지시에 따라 나노봇을 스펙터 대원들을 죽이도록 프로그래밍했다. 본드는 오브루체프를 애쉬와 라이터에게 데리고 어선에 탑승한다. 본드가 오브루체프에게 헤라클레스와 블로펠트에 대해 질문하자, 오브루체프는 애쉬를 바라보며 그가 공범임을 드러낸다. 애쉬는 라이터를 쏘고 본드와 함께 갑판 아래에 가두고, 오브루체프와 함께 도망치면서 배를 침몰시키기 위해 폭발물을 터뜨린다. 본드는 탈출하지만 라이터는 사망한다.
런던에서 본드는 벨마쉬에서 블로펠트를 심문하려 하지만, 블로펠트는 자신의 정신과 의사인 스완에게만 이야기하려고 한다. 사핀은 스완을 협박하여 나노봇에 감염시켜 블로펠트를 암살하게 한다. MI6는 본드에게 스완과 함께 블로펠트를 방문하게 한다. 본드는 스완을 만져 자신도 모르게 나노봇에 감염된다. 블로펠트를 마주하기에 너무 괴로워하던 스완은 본드에게 "집으로" 간다고 말한다. 블로펠트는 본드에게 베스퍼의 무덤에서의 매복을 계획하여 본드가 스완이 자신을 정말로 배신했다고 믿게 만들었다고 자랑한다. 분노한 본드는 잠시 블로펠트의 목을 조르고, 자신도 모르게 사핀의 나노봇으로 그를 죽인다.
본드는 노르웨이에 있는 스완의 어린 시절 집에서 스완과 화해하고, 스완이 본드의 아이가 아니라고 주장하는 다섯 살 난 딸 마틸드를 만난다. 마틸드는 본드와 닮았다. 스완은 아버지가 사핀과 그의 가족의 섬에 대해 수집한 정보를 공유한다. MI6는 애쉬의 접근을 본드에게 알린다. 애쉬와 그의 부하들은 본드, 마틸드, 스완을 숲으로 추격한다. 본드는 스완과 마틸드에게 숨으라고 명령하고 자신은 라이터의 죽음에 대해 애쉬와 대면한다. 그는 애쉬와 그의 부하들을 죽이지만, 사핀은 스완과 마틸드를 납치한다.
Q는 본드와 노미에게 잠수 가능한 글라이더를 제공하여 사핀의 나노봇 공장 본부에 침투하고, 그곳에서 오브루체프와 사핀을 죽이고 스완과 마틸드를 구출할 계획이다. 본드는 사핀과 대면하고 그의 경호원들을 죽이지만, 사핀은 마틸드와 함께 도망친다. 스완은 프리모로부터 탈출하여 본드와 재회한다. 두 사람은 사핀이 버린 마틸드를 찾는다. 노미는 오브루체프를 산성 수영장에 차 넣고 스완과 마틸드를 섬에서 호송한다. 본드는 M에게 HMS 드래곤에서 시설에 대한 미사일 공격을 승인하도록 설득하고, 프리모와 사핀의 남은 부하들을 죽인다. 사핀이 다시 나타나 본드를 여러 번 쏘고 스완과 마틸드를 죽이도록 프로그래밍된 나노봇 병을 깨뜨린다. 부상에도 불구하고 본드는 사핀을 쏴 죽이고 시설의 방폭문을 열지만, 나노봇이 스완과 마틸드를 해치지 못하도록 섬에 남는다. 본드는 스완에게 작별 인사를 하고 그녀와 마틸드에 대한 사랑을 표현한다. 스완은 마틸드가 본드의 딸임을 확인시켜주고, 본드는 자신이 줄곧 알고 있었다고 그녀를 안심시킨다. 미사일이 시설을 파괴하면서 본드는 사망한다.
MI6에서 M, 머니페니, 노미, Q, 그리고 빌 태너는 본드의 추억에 건배한다. 마틸드를 마테라로 데려가던 스완은 그녀에게 아버지 제임스 본드에 대해 이야기하기 시작한다.

## 출연
- 대니얼 크레이그 - 제임스 본드 역
- 라미 말렉 - 룻시퍼 사핀 역
- 레아 세이두 - 마들렌 스완 역
- 라샤나 린치 - 노미 역
- 벤 위쇼 - Q 역
- 나오미 해리스 - 이브 머니페니 역
- 제프리 라이트 - 펠릭스 라이터 역
- 크리스토프 왈츠 - 에른스트 스타브로 블로펠드 역
- 레이프 파인스 - M 역
- 빌리 매그너슨 - 로건 애시 역
- 아나 데 아르마스 - 팔로마 역
- 다비드 덴시크 - 발도 오브루체프 역
- 로리 키니어 - 빌 태너 역
- 달리 벤살라 - 프리모 역
- 리사도라 소넷 - 마틸드 역

## 같이 보기
- No Time to Die(주제곡)